# Каменка (Псковский район)
Каменка  — деревня в Псковском районе Псковской области. Входит в состав Серёдкинской волости.
Расположена в 54 километрах к северо-востоку от Пскова и в 12 км к юго-востоку от деревни Гверздонь, севернее деревни Троицкая Гора.
Постоянное население по состоянию на 2000 год в деревне отсутствовало.
До 1 января 2010 года деревня входила в состав ныне упразднённой Гверздонской волости.

## Топографические карты
- Лист карты O-35-XVII Новоселье. Масштаб: 1 : 200 000. Издание 1980 г.